# Куракинское сельское поселение (Марий Эл)
Куракинское сельское поселение — муниципальное образование (сельское поселение) в составе Параньгинского района Марий Эл Российской Федерации.
Административный центр поселения — село Куракино.

## История
Статус и границы сельского поселения установлены Законом Республики Марий Эл от 18 июня 2004 года № 15-З «О статусе, границах и составе муниципальных районов, городских округов в Республике Марий Эл».

## Население
| 2010  | 2011  | 2012  | 2013  | 2014  | 2015  | 2016  |
| ----- | ----- | ----- | ----- | ----- | ----- | ----- |
| 1632  | ↘1626 | ↘1584 | ↘1567 | ↘1561 | ↘1548 | ↘1547 |
| 2017  | 2018  | 2019  | 2020  | 2021  | 2023  |       |
| ↘1539 | ↘1530 | ↘1506 | ↘1468 | ↘1231 | ↘1200 |       |

## Состав поселения
В состав сельского поселения входят 7 деревень и 1 село:
| № | Населённый пункт | Тип населённого пункта       | Население |
| - | ---------------- | ---------------------------- | --------- |
| 1 | Ирмучаш          | деревня                      | 220       |
| 2 | Куракино         | село, административный центр | 372       |
| 3 | Мари-Лебляк      | деревня                      | 21        |
| 4 | Мурзанаево       | деревня                      | 294       |
| 5 | Нижний Осиял     | деревня                      |           |
| 6 | Осиялы           | деревня                      | 221       |
| 7 | Чеберюла         | деревня                      | 4         |
| 8 | Яндемирово       | деревня                      | 500       |

Новообразованные населённые пункты
В 2018 году часть деревни Осиялы была выделена в самостоятельный населённый пункт — Нижний Осиял.